# Cordell Hickman
Cordell Hickman (Oklahoma, 13 novembre 1932 – Los Angeles, 30 agosto 1996) è stato un attore statunitense, uno dei primi attori bambini afroamericani del cinema di Hollywood, attivo dal 1937 al 1946 (tra i 5 e i 14 anni d'età).

## Biografia
Cordell Hickman nasce in Oklahoma nel 1932.
La serie delle Simpatiche canaglie era allora l'unico ambiente nel cinema di Hollywood dove un attore bambino afroamericano potesse mettere in mostra il suo talento. Hickman vi debutta nel 1937 con una piccola parte (non accreditata) nel cortometraggio Our Gang Follies of 1938, dove è uno dei componenti della band musicale condotta da Billie Thomas.
La svolta nella sua carriera avviene nel 1940 quando viene scelto come coprotagonista del film The Biscuit Eater, un film minore ma che ebbe un inaspettato successo di pubblico. Pur non immune dagli stereotipi del tempo, il film presenta una coppia interrazziale di piccoli amici, i quali, impegnati in un comune progetto di addestramento di un cane segugio, "dimenticano" le barriere sociali che li dovrebbero dividere. Hickman recita al fianco di Billy Lee, già affermato attore bambino del cinema americano.
Il film dà successo a Hickman e un contratto con la Paramount, che lo fanno con Billie Thomas e Glenn Leedy l'attore bambino afroamericano più popolare degli anni Quaranta. Nel 1940 Cordell Hickman e Billy Lee sono nel gruppo di attori bambini che su invito di Janet Beecher e Edward G. Robinson partecipano ad un programma radiofonico (Children's Crusade for Children) per una raccolta di fondi per gli orfani di guerra; con loro ci sono Bonita Granville, Leni Lynn e Gene Reynolds.
La notorietà acquisita fa sì che a Hickman siano spesso affidati ruoli di rilievo e che il suo nome compaia nei titoli di coda di un discreto numero di pellicole. Per la maggior parte degli attori afroamericani del tempo, relegati a ruoli "anonimi" e stereotipati, questa era ancora un'eccezione.
Negli anni successivi Hickman farà ancora coppia con altri attori bambini del tempo. Ne Il tesoro segreto di Tarzan (1941) gli viene affidato un altro ruolo interessante, quello di un piccolo orfano africano adottato da Tarzan e Jane come "fratello" e amico di "Piccolo" (Johnny Sheffield). Il personaggio è una prima rottura degli stereotipi razziali dei film di Tarzan; purtroppo pero' del personaggio ci si dimentica negli episodi successivi e Hickman non tornerà più a ricoprirne il ruolo. Più convenzionale è la parte interpretata da Hickman al fianco di Robert Blake e Billie Thomas in Mokey (1942). Hickman compare anche in alcuni western e nell'episodio finale di Destino con il famoso cantante e attore afroamericano Paul Robeson. 
La carriera di Hickman si chiude di fatto nel 1944, con un ritorno alle origini, con una parte ancora al fianco di Billie Thomas e Robert Blake in un episodio della serie delle Simpatiche canaglie (Tale of a Dog). Proprio con questo episodio tuttavia la serie si interrompe e a Hickman, ormai giunto alle soglie dell'adolescenza, non si offrono altre opportunità di lavoro al di là della partecipazione, in un piccolo ruolo non accreditato, al film Young Widow (1946). La vita di Hickman si svolge da allora lontana dal mondo dello spettacolo.
Terminata l'esperienza dei giovani interpreti formatisi nel gruppo delle Simpatiche canaglie occorrerà attendere gli inizi degli anni Sessanta per vedere emergere al cinema e alla televisione un'altra generazione di attori bambini afroamericani, ora impegnati a costruire una tradizione di ruoli lontani dagli stereotipi del passato, prima con Steven Perry e poi con Marc Copage, George Spell, Kevin Hooks, Laurence Fishburne e Erin Blunt.
Sposatosi con Lottie M. Hickman, Cordell Hickman muore nel 1996, all'età di 63 anni, in California, dove è sepolto al Riverside National Cemetery.

## Filmografia

### Cortometraggi
- Simpatiche canaglie (Our Gang), serial cinematografico - due episodi:

1. Our Gang Follies of 1938, regia di Gordon Douglas (1937)
2. A Tale of a Dog, regia di Cy Endfield (1944)

### Lungometraggi
- The Biscuit Eater, regia di Stuart Heisler (1940)
- Il tesoro segreto di Tarzan (Tarzan's Secret Treasure), regia di Richard Thorpe (1941)
- West of Cimarron, regia di Lester Orlebeck (1941)
- Mokey, regia di Wells Root (1942)
- Men of Texas, regia di Ray Enright (1942) - non accreditato
- Destino (Tales of Manhattan), regia di Julien Duvivier (1942)
- Le mille e una notte (Arabian Nights), regia di John Rawlins (1942) - non accreditato
- Hit Parade of 1943, regia di Albert S. Rogell (1943) - non accreditato
- Buffalo Bill, regia di William A. Wellman (1944) - non accreditato
- The Big Bonanza, regia di George Archainbaud (1944)
- Young Widow, regia di Edwin L. Marin (1946) - non accreditato